# Evangelische Kirche Hartum

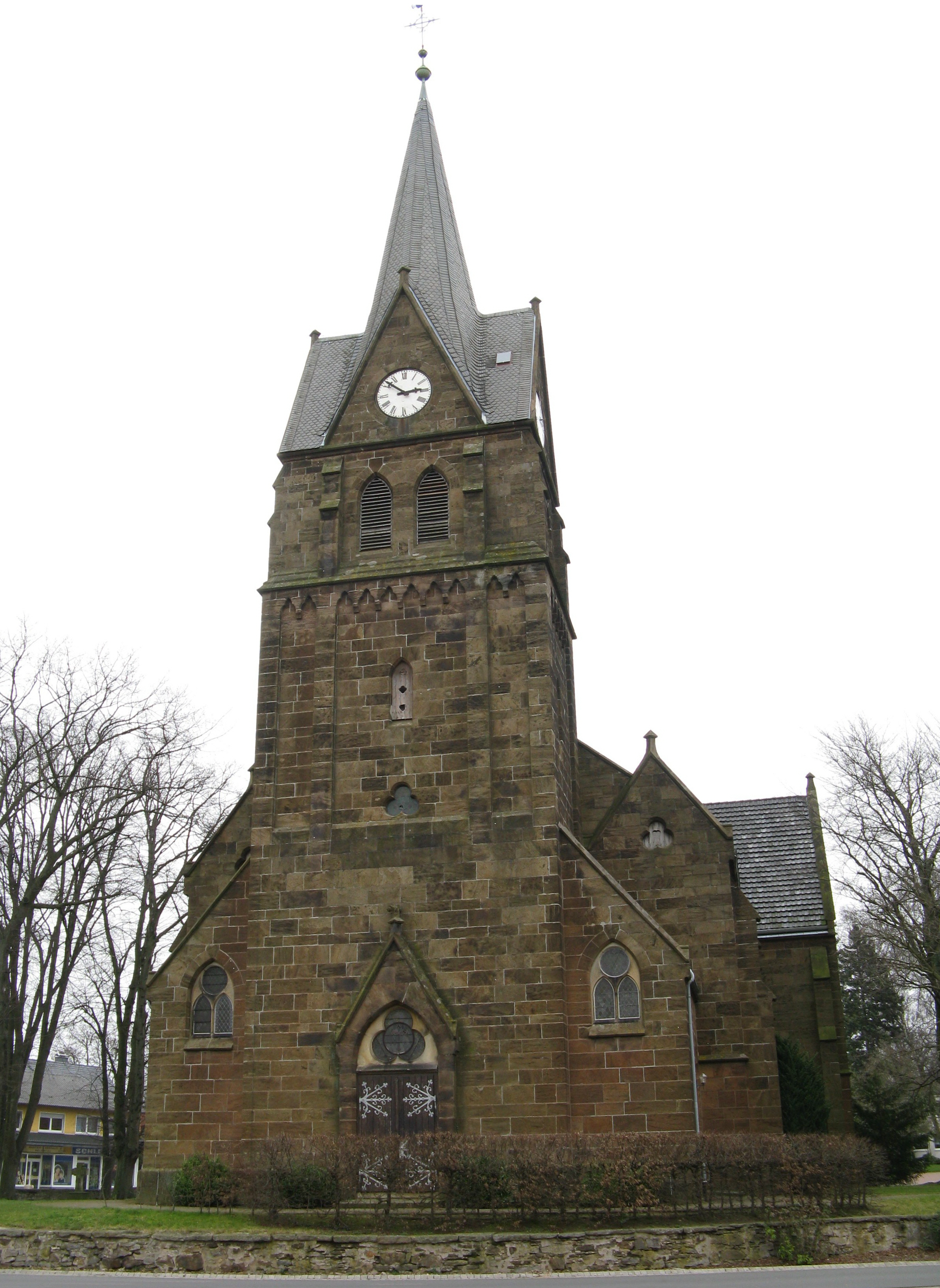
Die Evangelische Kirche in Hartum

Die Evangelische Kirche Hartum steht im gleichnamigen Ortsteil des ostwestfälischen Hille im Kreis Minden-Lübbecke. Die Kirche gehört zur Gemeinde Hartum-Holzhausen im Kirchenkreis Minden der Evangelischen Kirche von Westfalen. Zur Gemeinde gehört auch die Marienkapelle in Hahlen, das Gemeindehaus in Hahlen, die Kirche in Holzhausen, sowie die Kapelle in Nordhemmern.
Die Kirche ist das Wahrzeichen von Hartum und ist durch den 40 Meter hohen Kirchturm schon aus der Ferne zu sehen. Die Kirche ist 37 m lang und 25 m breit. Das Deckengewölbe hat eine Höhe von 13 m. Ursprünglich hatte die Kirche 1.302 Sitzplätze.

## Geschichte
Das Kirchspiel Hartum mit den Dörfern Hartum, Hahlen, Holzhausen II und Nordhemmern existierte seit 1650. Seit 1661 sind die hier lebenden Familien in Kirchenbüchern dokumentiert. Das erste Kirchenbuch wurde von dem Pfarrer Johann Daniel Weddigen angelegt.
Die Kirche wurde in den Jahren 1889–1892 nach Plänen des Architekten Heinrich Hutze aus Barkhausen, der auch den Bismarckturm auf dem Jakobsberg und die Evangelische Kirche Isselhorst entwarf, im neugotischen Stil errichtet. Vorgänger war ein Gotteshaus, das 1888 abgebrochen wurde. Die heute noch vorhandene älteste von drei Kirchenglocken stammt aus dem Jahr 1454, die alte Hartumer Kirche könnte in diesem Zeitraum gebaut worden sein. Sie wurde 1703 erweitert, wie aus einer Inschrift im Turmraum der heutigen hervorgeht.
1904 wurden Holzhausen und Nordhemmern zu einer eigenen Kirchengemeinde abgepfarrt. Seit September 2015 fusionierten die beiden Gemeinden Hahlen-Hartum und Holzhausen-Nordhemmern zur evangelisch-lutherischen Kirchengemeinde Hartum-Holzhausen. Diese besteht nunmehr aus den 3 Bezirken Hartum, Hahlen und Holzhausen-Nordhemmern.

## Ausstattung
Eine Besonderheit ist die mechanische Turmuhr aus dem Jahre 1898. Sie gehört zu den wenigen Uhren aus dieser Zeit, die heute noch in Funktion sind. Die älteste der drei Glocken im Turm stammt aus dem Jahre 1454.